# ون بیورن (اوهایو)
ون بیورن، اوهایو (به انگلیسی: Van Buren, Ohio) یک منطقهٔ مسکونی در ایالات متحده آمریکا است که در شهرستان هنکاک، اوهایو واقع شده‌است.

## خصوصیات
ون بیورن ۰٫۶۷ کیلومترمربع مساحت و ۳۲۸ نفر جمعیت دارد.